# Halterofilismo nos Jogos Olímpicos de Verão de 2020 - Até 87 kg feminino
A categoria até 87 kg feminino do halterofilismo nos Jogos Olímpicos de Verão de 2020 foi disputada em 2 de agosto de 2021 no Fórum Internacional de Tóquio, na capital japonesa. Um total de 13 halterofilistas, cada uma representando um Comitê Olímpico Nacional (CON), participaram do evento.

## Qualificação
Em cada categoria, até 14 halterofilistas poderiam se qualificar, com as vagas sendo alocadas da seguinte forma:
- Oito pelo ranking mundial da IWF;
- Cinco representantes de cada continente seguindo o ranking mundial, sendo limitado a CONs ainda sem halterofilistas qualificados;
- Vagas para o país anfitrião ou para a Comissão Tripartite.

María Valdés, do Chile, estava entre as classificadas da categoria, mas uma lesão no ombro alguns dias antes forçou sua retirada, diminuindo o número de competidoras para 13.

## Calendário
Horário local (UTC+9)
| Data        | Hora  | Fase    |
| ----------- | ----- | ------- |
| 2 de agosto | 11:50 | Grupo B |
| 2 de agosto | 15:50 | Grupo A |

## Medalhas
| Ouro   | CHN Wang Zhouyu      |
| Prata  | ECU Tamara Salazar   |
| Bronze | DOM Crismery Santana |

## Recordes
Antes desta competição, os seguintes recordes eram estabelecidos:
| Recorde          | Tipo      | Halterofilista  | Peso   | Local | Data                  |
| Recorde mundial  | Arranque  | Padrão mundial  | 132 kg | —     | 1 de novembro de 2018 |
| Recorde mundial  | Arremesso | Padrão mundial  | 164 kg | —     | 1 de novembro de 2018 |
| Recorde mundial  | Total     | Padrão mundial  | 294 kg | —     | 1 de novembro de 2018 |
|                  |           |                 |        |       |                       |
| Recorde olímpico | Arranque  | Padrão olímpico | 130 kg | —     | 1 de novembro de 2018 |
| Recorde olímpico | Arremesso | Padrão olímpico | 159 kg | —     | 1 de novembro de 2018 |
| Recorde olímpico | Total     | Padrão olímpico | 285 kg | —     | 1 de novembro de 2018 |

## Resultados
| Pos.              | Halterofilista               | CON                      | Grupo | Peso  | Arranque (kg) | Arranque (kg) | Arranque (kg) | Arranque (kg) | Arremesso (kg) | Arremesso (kg) | Arremesso (kg) | Arremesso (kg) | Total |
| Pos.              | Halterofilista               | CON                      | Grupo | Peso  | 1             | 2             | 3             | Result.       | 1              | 2              | 3              | Result.        | Total |
| ----------------- | ---------------------------- | ------------------------ | ----- | ----- | ------------- | ------------- | ------------- | ------------- | -------------- | -------------- | -------------- | -------------- | ----- |
| Medalha de ouro   | Wang Zhouyu                  | CHN China                | A     | 84.20 | 115           | 115           | 120           | 120           | 145            | 150            | 160            | 150            | 270   |
| Medalha de prata  | Tamara Salazar               | ECU Equador              | A     | 85.30 | 108           | 111           | 113           | 113           | 144            | 147            | 150            | 150            | 263   |
| Medalha de bronze | Crismery Santana             | DOM República Dominicana | A     | 86.50 | 112           | 116           | 119           | 116           | 140            | 144            | 144            | 140            | 256   |
| 4                 | Mönkhjantsangiin Ankhtsetseg | MGL Mongólia             | A     | 86.95 | 110           | 110           | 112           | 110           | 140            | 142            | 147            | 142            | 252   |
| 5                 | Gaëlle Nayo-Ketchanke        | FRA França               | A     | 84.05 | 103           | 106           | 108           | 108           | 135            | 139            | 145            | 139            | 247   |
| 6                 | Mattie Rogers                | USA Estados Unidos       | A     | 78.55 | 108           | 111           | 112           | 108           | 138            | 138            | 138            | 138            | 246   |
| 7                 | Naryury Pérez                | VEN Venezuela            | A     | 86.35 | 105           | 109           | 112           | 112           | 130            | 137            | 138            | 130            | 242   |
| 8                 | Elena Cîlcic                 | MDA Moldávia             | A     | 86.80 | 105           | 109           | 109           | 105           | 130            | 135            | 139            | 135            | 240   |
| 9                 | Kang Yeoun-hee               | KOR Coreia do Sul        | B     | 76.70 | 100           | 103           | 103           | 103           | 120            | 125            | 128            | 128            | 231   |
| 10                | Lidia Valentín               | ESP Espanha              | B     | 80.60 | 100           | 103           | 106           | 103           | 122            | –              | –              | 122            | 225   |
| 11                | Clementine Meukeugni         | CMR Camarões             | B     | 85.85 | 99            | 103           | 103           | 99            | 120            | 120            | 125            | 125            | 224   |
| 12                | Jaqueline Ferreira           | BRA Brasil               | B     | 86.60 | 95            | 95            | 100           | 100           | 115            | 124            | 124            | 115            | 215   |
| 13                | Kanah Andrews-Nahu           | NZL Nova Zelândia        | B     | 85.35 | 94            | 98            | 100           | 94            | 105            | 112            | 120            | 112            | 206   |

Legenda
| Recorde mundial      | Recorde mundial (World record)               |                       | Recorde africano                      | Recorde africano (African) |                                           | Q | Classificado por posição (Qualified) |
| Recorde olímpico     | Recorde olímpico (Olympic record)            | Recorde da América    | Recorde da América (Americas)         | q                          | Classificado por melhor tempo (Qualified) |   |                                      |
| Melhor marca do ano  | Melhor marca do ano (World leading)          | Recorde asiático      | Recorde asiático (Asian)              | DNS                        | Não largou (Did not start)                |   |                                      |
| Recorde nacional     | Recorde nacional (National record)           | Recorde europeu       | Recorde europeu (European)            | DNF                        | Não terminou (Did not finish)             |   |                                      |
| Recorde pessoal      | Recorde pessoal do atleta (Personal best)    | Recorde da Oceania    | Recorde da Oceania (Oceania)          | DSQ / DQ                   | Desclassificado (Disqualified)            |   |                                      |
| Recorde da temporada | Recorde da temporada do atleta (Season best) | Recorde sul-americano | Recorde sul-americano (South America) | NM                         | Sem marca (No mark)                       |   |                                      |